# Ovation of the Seas
La Ovation of the Seas è una nave da crociera della compagnia di navigazione Royal Caribbean International (RCI).
La nave è la terza che entra a far parte della class Quantum, e supera le precedenti navi della Classe Freedom di oltre 14.000 GT, diventando la seconda più grande classe dietro alla Oasis su base lorda di tonnellaggio.

## Concepimento e costruzione
L'11 febbraio 2011, RCI ha annunciato di aver ordinato alla Meyer Werft a Papenburg, in Germania, una nuova classe di navi, con consegna prevista per l'autunno 2014. Per il progetto è stato scelto il nome in codice "Project Sunshine".
L'anno seguente la compagnia esercitò l'opzione per la costruzione di una seconda unità della classe, con consegna per la primavera 2015. Il 5 febbraio 2013 la compagnia annunciò i nomi delle prime due unità, battezzate Quantum of the Seas e Anthem of the Seas.

## Entrata in servizio
La Ovation of the Seas è stata consegnata l'8 aprile 2016 ed è entrata ufficialmente in servizio il 14 aprile.
Dopo il suo ingresso in servizio, l'Ovation of the Seas partirà in una crociera inaugurale Odissea globale dal porto di Southampton nel Regno Unito. La destinazione finale della nave su quella crociera sarà a Tianjin in Cina, dove sarà la homeport e gestire una serie di crociere verso varie destinazioni in Asia. Durante l'inverno del 2016-2017, il porto-base della nave sarà a Sydney, in Australia.